# Жоффруа I де Пентьевр
Жоффруа I Ботерель (фр. Geoffroy Ier Boterel de Penthièvre; ум. 24 августа 1091/1093, битва при Доле) — граф де Пентьевр с 1079, сын Эда I, графа де Пентьевр, и Агнес де Корнуай.

## Биография
Жоффруа наследовал отцу в качестве графа де Пентьевр. Восстал против Хоэля II, герцога Бретани вместе с Эдом I, виконтом де Пороэт и Жоффруа Грегонатом, графом Ренна, но был вынужден отступить.
В 1083 году Жоффруа основал монастырь Сен-Мартен-де-Ламбаль, и принес пожертвования в аббатство Сен-Флоран. 
Жоффруа погиб в битве при Доле, причем в разных источниках упоминаются даты от 1091 до 1093. 
Так как его единственный сын Конан находился в то время на Востоке, то графом де Пентьевр стал младший брат Жоффруа Этьен I.

## Брак и дети
Жена: Неизвестно. Дети:
- Конан (уб. при осаде Антиохии 9 февраля 1098)[1]